# Великий бір
Уро́чище «Вели́кий Бір» — лісовий заказник загальнодержавного значення в Україні. Розташований у межах Шосткинського району Сумської області, на південний захід від села Собич, що на захід від міста Шостка. 

## Опис
Площа 1231 га. Статус присвоєно згідно з Постановою Ради Міністрів УРСР від 03.08.1978 року № 383. Перебуває у віданні ДП «Шосткинське лісове господарство» (Собицьке л-во, кв. 25-27, 29, 35-36, 39-41, 46). 
Статус надано для збереження лісового масиву на лівобережній терасі річки Десна. Головна цінність — насадження сосни, створені в 1912–1916 рр. відомим українським лісівником В. Д. Огієвським. 
Росте сосна з різних географічних регіонів колишньої Російської імперії (понад 200 географічних варіантів сосни звичайної). Заготовка насіння велася від Польщі (на заході) до Узбекистану (на сході) і Вологди (на півночі). Тут зростають сосна тамбовська і волинська, чернігівська і орловська. Є сосна з балтійського регіону — курляндська та інші. У заказнику зростає сосна-велетень, названа на честь професора Огієвського. 
Протягом довгого часу тут формувався лісовий комплекс з набором рослинного угрупування і видів рослин, властивих сосновим лісам Полісся. Також трапляються чорниця, брусниця, костяниця, є декілька видів папороті. 
Заказник є цінною пам'яткою дослідного лісництва, служить для збереження генофонду важливої лісової породи.
У 1961 р. Собицьке лісництво з великої поваги до Василя Дмитровича Огієвського встановило у Великому Бору пам’ятник-обеліск до 100-річчя з дня його народження. Пам’ятник зроблено зі столітнього дубу, що зростав в дубині біля хутора Бензики. Пам’ятник стоїть за пів км від колишнього хутора Глибокий Колодязь, в 39 кварталі праворуч на місці робіт з висадки Огієвським нового лісу в 1912-1916 рр.